# Covington (Indiana)
Covington és una població dels Estats Units a l'estat d'Indiana. Segons el cens del 2006 tenia 2.500 habitants.

## Demografia
Segons el cens del 2000, Covington tenia 2.565 habitants, 1.092 habitatges, i 714 famílies. La densitat de població era de 846,5 habitants per km².
Dels 1.092 habitatges en un 26,7% hi vivien nens de menys de 18 anys, en un 53,8% hi vivien parelles casades, en un 9,4% dones solteres, i en un 34,6% no eren unitats familiars. En el 31,7% dels habitatges hi vivien persones soles el 16,8% de les quals corresponia a persones de 65 anys o més que vivien soles. El nombre mitjà de persones vivint en cada habitatge era de 2,23 i el nombre mitjà de persones que vivien en cada família era de 2,79.
Per edats la població es repartia de la següent manera: un 20,9% tenia menys de 18 anys, un 7,2% entre 18 i 24, un 24,7% entre 25 i 44, un 25,2% de 45 a 60 i un 21,9% 65 anys o més.
L'edat mediana era de 43 anys. Per cada 100 dones de 18 o més anys hi havia 80,1 homes.
La renda mediana per habitatge era de 40.432$ i la renda mediana per família de 48.792$. Els homes tenien una renda mediana de 32.313$ mentre que les dones 24.079$. La renda per capita de la població era de 20.776$. Entorn del 3,6% de les famílies i el 7,4% de la població estaven per davall del llindar de pobresa.

## Poblacions més properes
El següent diagrama mostra les poblacions més properes.